# Batalla del río Virilla
La Batalla de el Río Virilla fue un enfrentamiento bélico que tuvo lugar el 28 de Octubre de 1835 en la rivera oeste del Río Virilla en el marco de la Guerra de la Liga o Segunda Guerra Civil de Costa Rica, donde se enfrentaron el grueso de el ejercito de la Liga compuesto por las fuerzas combinadas de Heredia y Alajuela y la milicia de San José.

## Antecedentes
La batalla se enmarca en la llamada Guerra de la Liga (1835), una guerra civil costarricense originada por la oposición de las ciudades de Heredia, Alajuela y Cartago a la derogación de la Ley de la Ambulancia. Esta ley establecía la rotación periódica de la capital entre las principales ciudades del país, pero su derogación por el gobierno de Braulio Carrillo Colina, con sede en San José, provocó la formación de una alianza militar entre las demás ciudades conocida como la Liga. Al inicio del conflicto los josefinos cavaron trincheras, se produjeron algunas escaramuzas, y los aproximadamente 4300 hombres de la Liga acamparon a las afueras de San José. Carrillo intentó negociar, pero la negociaciones se vieron interrumpidas por un ataque de las tropas cartaginesas en Cuesta de Moras el 14 de Octubre, donde fueron derrotadas por las fuerzas josefinas y tras otros combates lograron ocupar Cartago. El 15 de octubre, Braulio Carrillo escribió a José Ángel Soto, comandante de la Liga, invitándolo nuevamente a negociar la paz. Soto prometió responder en pocas horas, pero no lo hizo. Tras la victoria josefina sobre los cartagineses, las fuerzas de Heredia y Alajuela abandonaron sus posiciones en San Juan del Murciélago durante la noche del 15 y trasladaron su cuartel general a Santo Domingo, ocupando las cabeceras de los puentes sobre la margen occidental del Río Virilla. Los ligueros construyeron trincheras defendidas por siete piezas de artillería y aguardaban la llegada de más armamento adquirido a un comerciante estadounidense en Puntarenas. Para unificar el mando, eligieron a Nicolás Ulloa como dictador de la Liga el 18 de octubre, mientras José Ángel Soto enviaba propuestas de paz al gobierno. El 24 de octubre José Ángel Soto y Nicolás Ulloa, en representación de la Liga, se reunieron en Tibás con delegados del gobierno, entre ellos Juan Mora Fernández.  Sin embargo, la ratificación del tratado se vio frustrada por la influencia de Joaquín de Iglesias, cartaginés y verdadero líder de la Liga, quien se oponía a cualquier acuerdo que excluyera a Cartago, ciudad que habría recibido el castigo de la revuelta. A pesar de que Carrillo ofreció amplias garantías a los ligueros de Heredia y Alajuela, Iglesias bloqueó el tratado, manteniendo la Liga en resistencia.

## Desarrollo
Después de la jornada del 14 de octubre, los rebeldes perdieron la gran confianza que tenían en su victoria y se pusieron a la defensiva. Destruyeron los puentes sobre el Río Virilla, volando el Puente de Arcos, y dejando únicamente una viga en el otro puente de madera,  el 19 de octubre, las fuerzas de San José intentaron tomar ese paso estratégico, defendido por tropas de Heredia, y estuvieron a punto de apoderarse de la artillería enemiga. Sin embargo, llegó Florentino Alfaro Zamora al frente de refuerzos procedentes de Alajuela, logrando rechazar a los josefinos y obligándolos a retirarse. Tras el fracaso de las negociaciones de paz y la ruptura del tratado con Heredia y Alajuela, Braulio Carrillo decidió resolver el conflicto por la vía militar. A las ocho de la mañana del 28 de octubre de 1835, alrededor de mil josefinos, bajo el mando de Antonio Pinto Soares y del coronel Rafael García Escalante, iniciaron el ataque contra las posiciones ligueras en el Paso Real del Río Virilla, donde los rebeldes habían construido trincheras y fortificaciones en las alturas, defendidas con siete piezas de artillería. La destrucción de los puentes obligó a las tropas josefinas a cruzar el profundo cañón del río Virilla bajo fuego enemigo, maniobra que resultó extremadamente arriesgada. A pesar de ello y la desventaja numérica, los josefinos lograron organizarse y lanzar un ataque por tres puntos contra las posiciones del centro y el ala derecha de los ligueros. Tras dos horas de encarnizado combate, consiguieron penetrar las defensas y obligar a los rebeldes a retirarse.

## Resultado
A las tres de la tarde del 28 de octubre de 1835, los josefinos lograron tomar la plaza de Heredia, mientras el comandante José Ángel Soto se retiraba en buen orden hacia Alajuela. En las inmediaciones del arroyo a las puertas de Alajuela, los facciosos ofrecieron fuerte resistencia con apoyo de artillería desde las cinco de la tarde hasta cerca de las siete de la noche, hora en que las tropas de San José entraron en la ciudad. La mayor parte del ejército de la Liga se dispersó, aunque todavía quedaron dos cuerpos con un total de 500 hombres. Al amanecer del 29 de octubre, uno de estos destacamentos, bajo el mando de Soto y los principales jefes, se rindió con la condición de que se les garantizara la vida y las propiedades. Entre los trofeos conquistados figuraba la bandera de la Liga, que había sido izada en su principal fortificación del Virilla y que llevaba como emblema una corona real. Este símbolo fue remitido al presidente de la República Federal de Centroamérica, Francisco Morazán, junto con un cohete incendiario tomado a los cartagineses en la jornada del 14 de octubre. Las tropas josefinas, por su parte, no cometieron saqueos ni tropelías en Heredia ni en Alajuela, quedando así concluida la guerra civil.

## Enlaces Externos
- «View of Los puentes del río Virilla entre San José y Heredia (Costa Rica)». www.revistas.una.ac.cr. Consultado el 19 de agosto de 2025.